# Léon Fourneau
Léon Fourneau, född 17 mars 1900, död 31 mars 1982, var en friidrottare från Belgien. Han deltog vid olympiska sommarspelen 1920 och olympiska sommarspelen 1924.